# Пайдушакова, Людмила
Людмила Пайдушакова (словац. Ľudmila Pajdušáková, 29 июня 1916 — 6 октября 1979) — словацкий астроном.

## Биография
Сперва получила педагогическое образование, затем изучала астрономию на факультете естественных наук Университета Коменского в Братиславе. Преподавала в народной школе в Виносадах (1936—1937), Слепчанах (1937—1939), Мештянке в Штявнике (1939—1940), Брвниште (1940—1942) и Тренчанской Тепле (1942—1944). С 1 июля 1944 года работала в обсерватории Скалнате Плесо (Высокие Татры, Словакия), была её третьим директором с 1958 по 1979 годы. С 1962 по 1974 годы была президентом Словацкого астрономического общества (словац. Slovenská astronomická spoločnosť pri SAV). В 1961—1963 годах была членом Всемирного совета мира, в 1967 году была избрана членом Международного астрономического союза.
Основной областью её деятельности была солнечная астрономия, в частности — характеристики 11-летних солнечных циклов, природа асимметрии солнечной короны и пр. Её сбор 10 тысяч изображений с более чем 11 тысячами метеоров был в период послевоенных лет самым многочисленным после Гарвардского. Также открыла 5 комет: короткопериодическую Хонда — Мркоса — Пайдушаковой и долгопериодические C/1946 K1 (Пайдушаковой — Ротбарта — Вебера), C/1948 E1 (Пайдушаковой — Мркоса), C/1951 C1 (Пайдушаковой), C/1953 X1 (Пайдушаковой). Ею опубликовано до 20 оригинальных научных работ, десятки профессиональных работ и более 100 работ научно-популярного характера.
Людмила Пайдушакова недолгое время была женой чешского астронома Антонина Мркоса, долгое время работавшего в обсерватории Скалнате Плесо. Позже он назвал в её честь астероид 3636 (3636) Пайдушакова. В биографиях названных учёных таких сведений нет, тем не менее, в период с 1952 по 1958 годы выходит книга и несколько статей, подписанных «Людмила Мркосова-Пайдушакова».